# We Cry
"We Cry" és el senzill, debut per la banda irlandesa The Script. Va ser llançat el 25 d'abril de 2008 i es diu que és sobre la gent que Danny O'Donoghue va conèixer a Dublín mentre ell va créixer. La cançó ha rebut molta publicitat, difusió i interès a la BBC Ràdio 1 amb el suport a la banda.

## Inspiració
El vocalista Danny O'Donoghue va dir que la cançó reflecteix els temps difícils que ha passat però que aquests temps poden ser suportats si tots estaven plegats. A 4Music's 4Play es va referir a la pèrdua del seu pare cinc mesos després que un membre de la banda perdés la seva mare d'una terrible malaltia i va afirmar que aquests fets podrien ser superats sí les persones es queden juntes.

## Vídeo musical
El vídeo musical comença amb diverses imatges en una àrea urbana a Nova York que aparèix ser un graffiti. També hi ha preses de la banda tocant els seus instruments en un quart pis. Tanmateix, el vídeo ràpidament se centra en Danny mentre comença a cantar caminant per la ciutat. Hi ha algunes preses de la banda tocant la cançó al pis, però la part principal del ser pujat al canal de YouTube de la banda el 27 de febrer de 2008 i la cançó es va fer disponible per a descàrrega el 18 de març de 2008 a Itish iTunes Store, el vídeo va estar disponible també a descàrregues d'iTunes.

## Posicions
A l'abril de 2008, la cançó va entrar a Itish Singles Chart i va arribar al número nou.
| Lista (2008)                            | Posición |
| --------------------------------------- | -------- |
| Danish Singles Chart                    | 6        |
| German Singles Chart                    | 61       |
| Irish Singles Chart                     | 9        |
| Italian Singles Chart                   | 11       |
| Japan Hot 100                           | 45       |
| Turkish Singles Chart                   | 67       |
| Swedish Sverigetopplistan Singles Chart | 25       |
| Swiss Singles Chart                     | 56       |
| UAE Singles Chart                       | 87       |
| UK Singles Chart                        | 15       |